# Posmehljivo poželenje
Roman Posmehljivo poželenje Draga Jančarja, je surov in hkrati liričen prikaz moderne civilizacije.
Žanr ni točno definiran, vendar pa se vsebinsko bolj nagiba k prvinam potopisnega romana. Delo je bilo prevedeno v več svetovnih jezikov, prvič pa izdano leta 1993, le nekaj dni po tem, ko je avtor dobil Prešernovo nagrado za književnost. Izdala ga je založba Weiser v Celovcu. 

## Vsebina
Zgodba se dogaja čez lužo, v New Orleansu. Začasno se tja preseli pisatelj Gregor Gradnik, ki je v sebi razklana osebnost. Po eni strani doživlja bivanjske dileme, hkrati pa ne more brez telesnih užitkov. Ameriška dekadentnost in uživaštvo se tako tesno prepletata s srednje-evropskim sentimentalnim mišljenjem. Junakov temperament v njem poraja željo, da bi kakor angleški umetnik Robert Burton, v sedemnajstem stoletju napisal Anatomijo melanholije. Melanholija naj bi bila tisti temelj, v katerem se zrcali sodobna človeška usoda. Predstavljajmo si zatohle samske sobe, zakajene jazzovske bare, vsakršno poželenje in soparo v kateri koprnijo vrednote in posameznikovi ideali. 

## Zbirka
Knjiga je izšla v Zbirki Žepnice. 

## Izdaje in prevodi
Posakuvanje za potsmev (izdaja v makedonščini), Podsmešljiva požuda (dve izdaji v srbščini), El deseo burlón (dve izdaji v španščini), Mocking desire (šest izdaj v angleščini),  Drwiące żądze (dve izdaji v poljščini), Kaján vágyak (dve izdaji v madžarščini), Lucifers Lächeln (ena izdaja v nemščini), Posmehljivo poželenje (pet izdaj v slovenščini).